# 만나고 싶었어
〈만나고 싶었어〉 (会いたかった 아이타캇타[*])는 일본의 걸 그룹 AKB48의 세 번째 싱글이자 메이저 첫 번째 싱글이다. 2006년 10월 25일 데프스타 레코드를 통해 발매됐다. AKB48의 대표곡 가운데 하나로, 자신들이 출연하는 방송인 《AKBINGO!》의 여는 곡이기도 하다.
타이틀곡 〈만나고 싶었어〉는 〈헤비로테이션〉과 함께 2012년 현재에도 AKB48을 대표하는 곡으로서 알려져 있다. 제 58회 홍백가합전에서도 선보인 바가 있다. 또한 일본 고시엔 야구의 응원가로도 자주 쓰인다.
뮤직 비디오는 〈벚꽃잎들〉에 이어 두 번째로 히라카와 유이치로가 감독을 맡았다. 지바현 다테야마시 주변에서 주요 장면들을 찍었고, 기차역 장면은 JR 동일본의 우치보 선 나코후나카타역에서 찍었다. 또한 노래 장면의 무대는 다테야마 시 남부의 스노사키 등대이다. 스토리성이 있는 내용으로, 주역은 마에다 아츠코이다.
오리콘 등장회수 65주, 싱글트랙 다운로드 트리플 플래티넘(75만 DL 이상), 가라오케 연간 5위

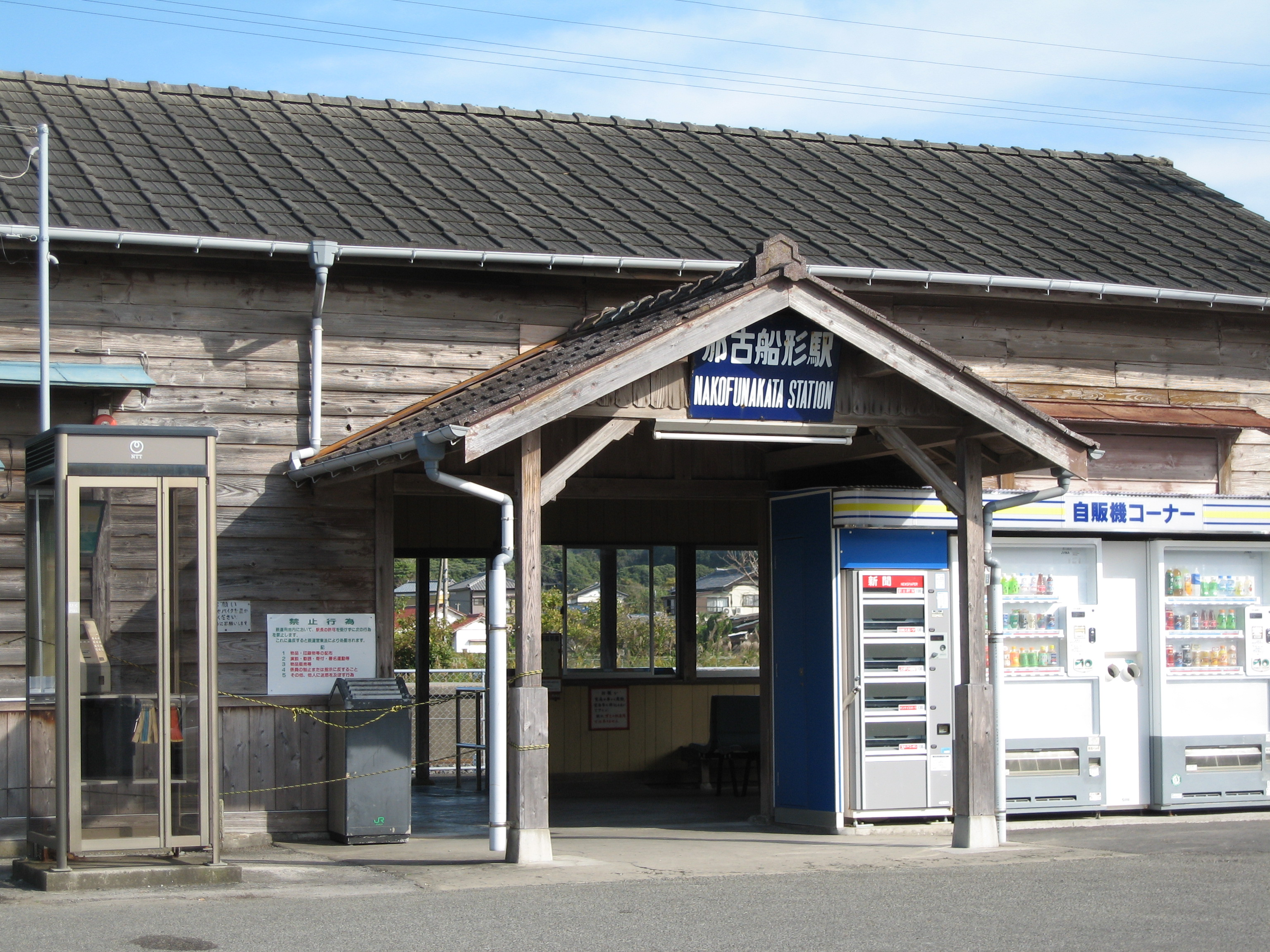
뮤직 비디오가 촬영된 우치보 선 나코후나카타 역

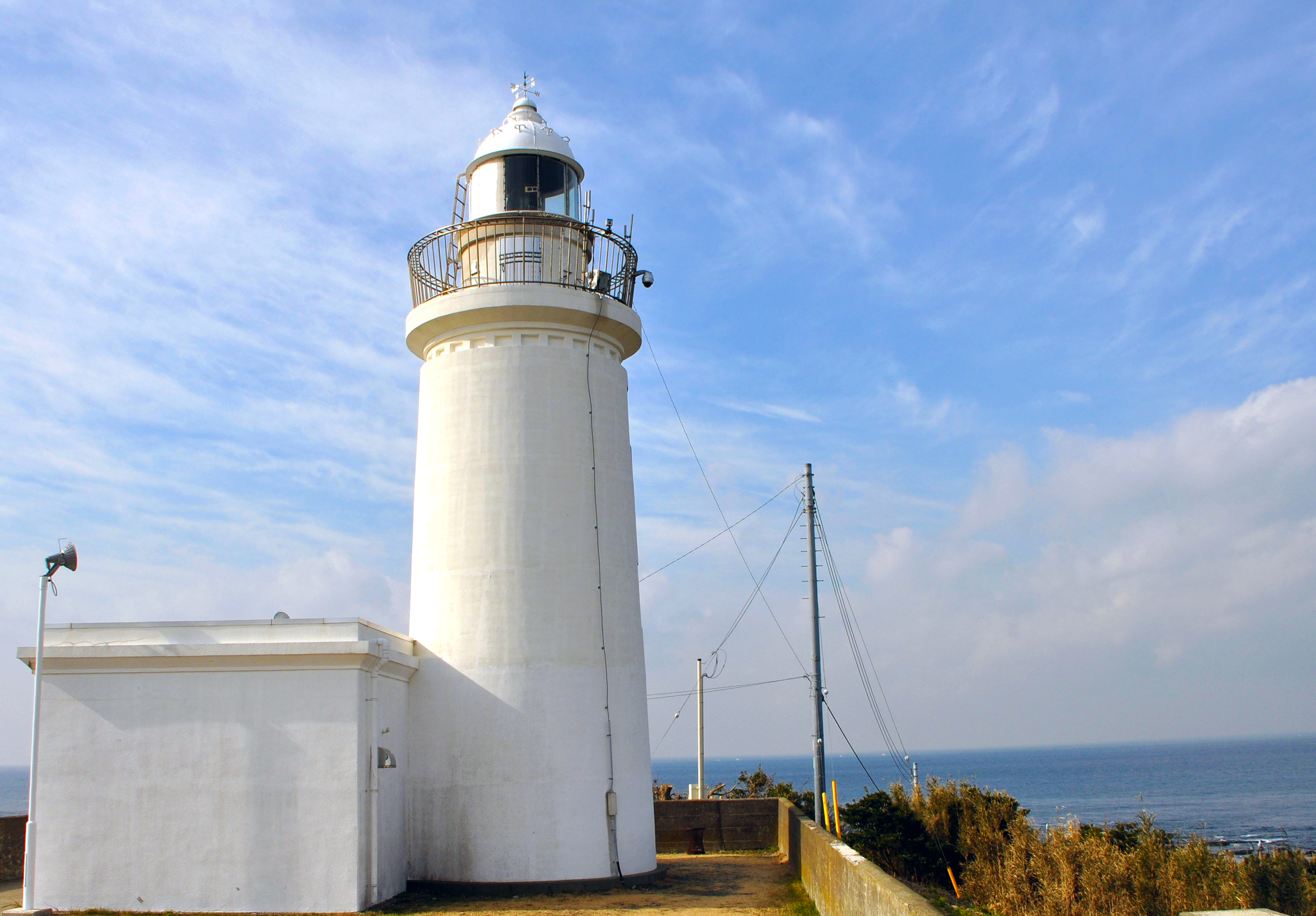
뮤직 비디오에서 춤추는 장면이 촬영된 스노사키 등대

## 미디어에서의 사용
〈만나고 싶었어〉는 아래의 미디어에서 사용되고 있다.
- TBS 《랭크 왕국》 테마송
- MBS TV 《베리타》 닫는 곡
- 닛폰 TV 《AKB1시59분!》·《AKB0시59분!》·《AKBINGO!》 여는 곡
- H.I.S CM송 (개사곡)

## 커버 편곡
〈만나고 싶었어〉는 아키모토 야스시 프로듀스의 스즈메에 의해서 커버되고 있다. 이 커버는 데뷔 싱글 〈우구이스다니 촌보〉의 커플링곡으로 수록되어있다. 또, 노래는 걸 그룹 아이돌링!!!에서 선발된 멤버인 엔도 마이, 토노오카 에리카, 야자와 에리카, 요코야마 루리카, 사카이 히토미, 아사히 나오, 키쿠치 아미, 미야케 히토미가 커버하고 있다. 이 버전은 AKB48와 아이돌링!!!의 컬레버레이션 유닛 AKB 아이돌링!!!의 데뷔 싱글 〈츄하자구!〉(チューしようぜ!)의 커플링곡으로 수록되고 있다.
AKB48의 공식 라이벌로서 결성된 노기자카46의 첫 번째 싱글 〈빙글빙글 커튼〉(ぐるぐるカーテン)의 커플링 곡으로서, 〈만나고 싶었어〉의 가사와 안무를 그대로 하고 곡조만 살짝 바꾼 〈만나고 싶었을지도 몰라〉(会いたかったかもしれない)가 수록되어 있다.

## 수록곡
| #            | 제목                            | 작사            | 작곡          | 편곡  | 재생 시간 |
| ------------ | ------------------------------- | --------------- | ------------- | ----- | --------- |
| 1.           | 〈会いたかった→만나고 싶었어〉  | 아키모토 야스시 | Bounceback    | 3:48  |           |
| 2.           | 〈だけど…→하지만…〉             | 아키모토 야스시 | 오타 미치히코 | 4:37  |           |
| 3.           | 〈会いたかった〉 (Instrumental) |                 | Bounceback    | 3:48  |           |
| 4.           | 〈だけど…〉 (Instrumental)      |                 | 오타 미치히코 | 4:37  |           |
| 총 재생 시간 | 총 재생 시간                    | 총 재생 시간    | 총 재생 시간  | 17:00 |           |

| #  | 제목                                                                               | 재생 시간 |
| -- | ---------------------------------------------------------------------------------- | --------- |
| 1. | 〈会いたかった 〜Full Version〜→만나고 싶었어 (Full Version)〉                     |           |
| 2. | 〈AKB48 History 〜メジャーデビューへの軌跡〜→AKB48 History: 메이저 데뷔로의 궤적〉 |           |

## 선발 멤버
| - 아키모토 사야카 - 이타노 토모미 - 우메다 아야카 - 오오에 토모미 - 오오시마 마이 | - 오오시마 유코 - 오노 에레나 - 카사이 토모미 - 코지마 하루나 - 코바야시 카나 | - 시노다 마리코 - 다카하시 미나미 - 토지마 하나 - 나카니시 리나 - 나리타 리사 | - 노로 카요 - 마에다 아츠코 - 마츠바라 나츠미 - 미네기시 미나미 - 미야자와 사에 |

## 차트 순위
| 차트             | 최고순위 |
| ---------------- | -------- |
| 오리콘 주간 싱글 | 12       |

| 기관        | 인증          | 다운로드수 |
| ----------- | ------------- | ---------- |
| 일본 (RIAJ) | 더블 플래티넘 | 500,000+   |

## BNK48 버전
AKB48의 자매 그룹인 BNK48는 〈Aitakatta (อยากจะได้พบเธอ) 아이타캇타 (약차다이폽트)[*]〉라는 제목으로 그룹의 데뷔 싱글을 2017년 8월 8일에 발매했다.
가사는 〈会いたかった→만나고 싶었어〉 부분 이외에는 원곡의 가사를 태국어로 번역한 것이다. 노래의 센터 포지션은 뮤직(프래와 수탐퐁)이 맡았다
이번 싱글은 유명 아티스트도 CD의 평균 판매수가 2,000~5,000장이 되는 태국에서 13,500장의 성과를 얻었다.

### 수록 내용
| #  | 제목                                                                   | 재생 시간 |
| -- | ---------------------------------------------------------------------- | --------- |
| 1. | 〈Aitakatta (อยากจะได้พบเธอ)〉                                          |           |
| 2. | 〈Oogoe Diamond (ก็ชอบให้รู้ว่าชอบ)〉                                       |           |
| 3. | 〈365 nichi no kami hikouki (365 วันกับเครื่องบินกระดาษ)〉                  |           |
| 4. | 〈Aitakatta (อยากจะได้พบเธอ)〉 (off vocal ver.)                         |           |
| 5. | 〈Oogoe Diamond (ก็ชอบให้รู้ว่าชอบ)〉 (off vocal ver.)                      |           |
| 6. | 〈365 nichi no kami hikouki (365 วันกับเครื่องบินกระดาษ)〉 (off vocal ver.) |           |

## MNL48 버전
AKB48의 자매 그룹인 MNL48는 〈Aitakatta - Gustong Makita 아이타캇타 - 구스통 마키타〉라는 제목으로 그룹의 데뷔 싱글을 2018년에 발매 예정이다.
가사는 타갈로그어로 번역한 것이다. 선발 멤버는 1기생 오디션 총선거의 상위 16명이 선출됐으며 센터 포지션은 총선거에서 1위였던 ‘센터걸’의 Sheki(Shekinah Igarta Arzaga)가 맡는다.

커플링 곡으로는 〈桜の花びらたち→벚꽃잎들〉과 スカート、ひらり→스커트, 휘날리며〉의 커버가 수록된다. 

### 내용주
원곡
1. ↑  AKB48 〈会いたかった→만나고 싶었어〉
2. ↑  AKB48 〈大声ダイヤモンド→큰 소리 다이아몬드〉
3. ↑  AKB48 〈365日の紙飛行機→365일의 종이비행기〉

### 참조주
1. ↑  “会いたかった” [만나고 싶었어] (일본어). 오리콘. 2012년 6월 10일에 확인함.
2. ↑  “レコード協会調べ　2月度有料音楽配信認定” [레코드 협회 조사 2월 유료 음악 공개 인증]. 일본 레코드 협회. 2015년 9월 24일에 원본 문서에서 보존된 문서. 2012년 6월 10일에 확인함.
3. ↑  “BNK、8月に初シングル「会いたかった」など収録” [BNK, 8월에 첫 싱글 ‘만나고 싶었어’ 등 수록]. 《nikkansports.com》 (일본어) (닛칸 스포츠 신문사). 2017년 7월 3일. 2017년 11월 25일에 확인함.
4. ↑  나카시마 모모코 (2017년 10월 17일). “【アジアで会う】勝田隆仁さん BNK48仕掛け人 第173回 日タイ融合モデルで存在感（タイ）” [【아시아에서 만나다】카츠타 타카히토 씨, BNK48 주모자 제17회 일태 융합 모델로 존재감 (태국)]. 《NNA ASIA》 (일본어) (엔엔에이). 2017년 12월 1일에 원본 문서에서 보존된 문서. 2017년 11월 25일에 확인함.
5. 1 2  “MNL48 announces the release of their debut single”. 《ANIMEPH Project》 (영어). 2018년 8월 11일. 2018년 8월 12일에 확인함.